# 日進月歩 (曲)
「日進月歩」（にっしんげっぽ）はJeeptaの2枚目のシングル。

## 概要
小笠原大悟加入後初のリリースで、メジャーデビューシングル。
本作は飯田譲治監修映画『最高でダメな男 築地編』主題歌、中京テレビ制作・日本テレビ系「フットンダ」及び長野朝日放送「情報パラダイス」4月度エンディングテーマ。カップリング「LIVE From "無限階段 二段目"」は2009年12月8日にShibya O-Crestにてライブで行われたもので表題曲を含む35分以上のメドレーであるため、シングルの合計収録時間が40分超えている。

## 批評
CDジャーナルは表題曲を「疾走感漲るバンド・サウンドが圧巻」、カップリング『向こう』を「秀逸なメロディと卓越したアレンジが楽しめる」と評した。

## 収録曲
1. 日進月歩
作詞・作曲：石井卓　編曲：Jeepta
2. 向こう
作詞・作曲：石井卓　編曲：Jeepta
3. LIVE From "無限階段 二段目"
  1. Loop
作詞：石井卓　作曲：石井卓・choro
  2. フレグランス
作詞：石井卓　作曲：石井卓・choro
  3. 日進月歩
  4. human
作詞・作曲：石井卓
  5. 向こう
  6. sorry
作詞：石井卓　作曲：石井卓・choro
  7. 心
作詞・作曲：石井卓
  8. リコール
作詞・作曲：石井卓